# وقتی که پرده دعا فرو می‌ریزد
وقتی که پرده دعا فرو می‌ریزد (انگلیسی: The Crimes That Bind) یک فیلم در ژانر مهیج است که در سال ۲۰۱۸ منتشر شد. این فیلم بر اساس رمانی به همین نام از کیگو هیگاشینو ساخته شده‌است.